# David Vincent
David Vincent, (geboren als David Alexander Stuppnig), tevens bekend onder de pseudoniemen David Alexander Vincent en Evil D. (geboren 22 april 1965, in Charlotte (North Carolina), Verenigde Staten) is de bassist en zanger van deathmetalband Morbid Angel en van 1995 tot 2010 bassist van industrial-metalband Genitorturers, waarvan zijn vrouw de zangeres is.

## Morbid Angel

### Begin
Als Morbid Angel in 1986 in de studio werkt aan opnames van een album, dat niet werd uitgebracht, is Vincent de producer. Hij financierde eveneens de opnames die later opnieuw zijn uitgebracht onder de naam Abominations Of Desolation. Door de klik die hij en bandleider Trey Azagthoth hebben op persoonlijk en muzikaal vlak, besluit hij zich bij de band te voegen. In de periode tussen de albums Altars Of Madness (1989) en Domination (1995) groeit Morbid Angel onder zijn leiding als zanger en bassist uit tot een van de belangrijkste deathmetalbands uit de geschiedenis, met een totale verkoop die in 1998 over 1 miljoen verkochte albums heen kwam.

### Blessed Are The Sick
De band is opgericht door gitarist Trey Azagthoth, maar Vincent neemt in de loop der jaren steeds meer ruimte om zijn stempel op de band te drukken. Met de eerste videoclip die de band opneemt, voor het nummer Blessed Are The Sick, profileert hij zich meer en meer tot het gezicht van de band. Ook in interviews treedt Vincent steevast op de voorgrond waarin hij met regelmaat blijk geeft weloverwogen en uitvoerig antwoord op gestelde vragen te kunnen geven. 

### Covenant
Op het album Covenant (1993) laat de band, naast de stijl die de fans van ze gewend is, een aantal verrassingen toe. De grootste daarvan is de afsluiter God Of Emptiness, een zeer traag nummer, met desondanks snelle bassdrums, de grootste uitschieter. Vincent schiet in dit nummer in een dubbelrol van beurtelings 'The Accuser' en 'The Tempter'. Voor beide personages maakt hij gebruik van verschillende zangstemmen. In de bijbehorende videoclip is een man te zien die door vervloeking in een demon in vleermuisgestalte verandert. Ook opvallende op dit album zijn de vermeldingen van Markies de Sade en Friedrich Nietzsche in de bedanklijst van Vincent. Na dit album treedt Morbid Angel ver buiten de vertrouwde sporen door een single uit te brengen van God Of Emptiness met daarop twee remixes van het titelnummer en het nummer Sworn To The Black, uitgevoerd door Laibach. Dit was de eerste single die Morbid Angel ooit uitbracht.

### Domination
Op het uit 1995 afkomstige album Domination (het vierde album op rij op alfabetische volgorde) trekt Vincent de band nog meer naar zich toe, ofschoon ook toenmalig drummer Pedro "Pete" Sandoval (bijnaam "Commando") meer ruimte neemt om bijdragen te leveren. Op dit album zijn de tekstuele bijdragen van Vincent reden tot controverse. De nummers Where The Slime Live en Caesar's Palace zijn volgens gitarist Trey Azagthtoth veel te politiek en dat past in zijn ogen niet bij de identiteit van Morbid Angel.

### Vertrek uit Morbid Angel
In 1996, op het hoogtepunt van het succes, verlaat hij Morbid Angel, onder meer om de SM band Genitorturers van zijn vrouw Gen op weg te helpen. Zijn vertrek gaat volgens Trey Azagthtoth in goed overleg en zonder wrok.

## Genitorturers

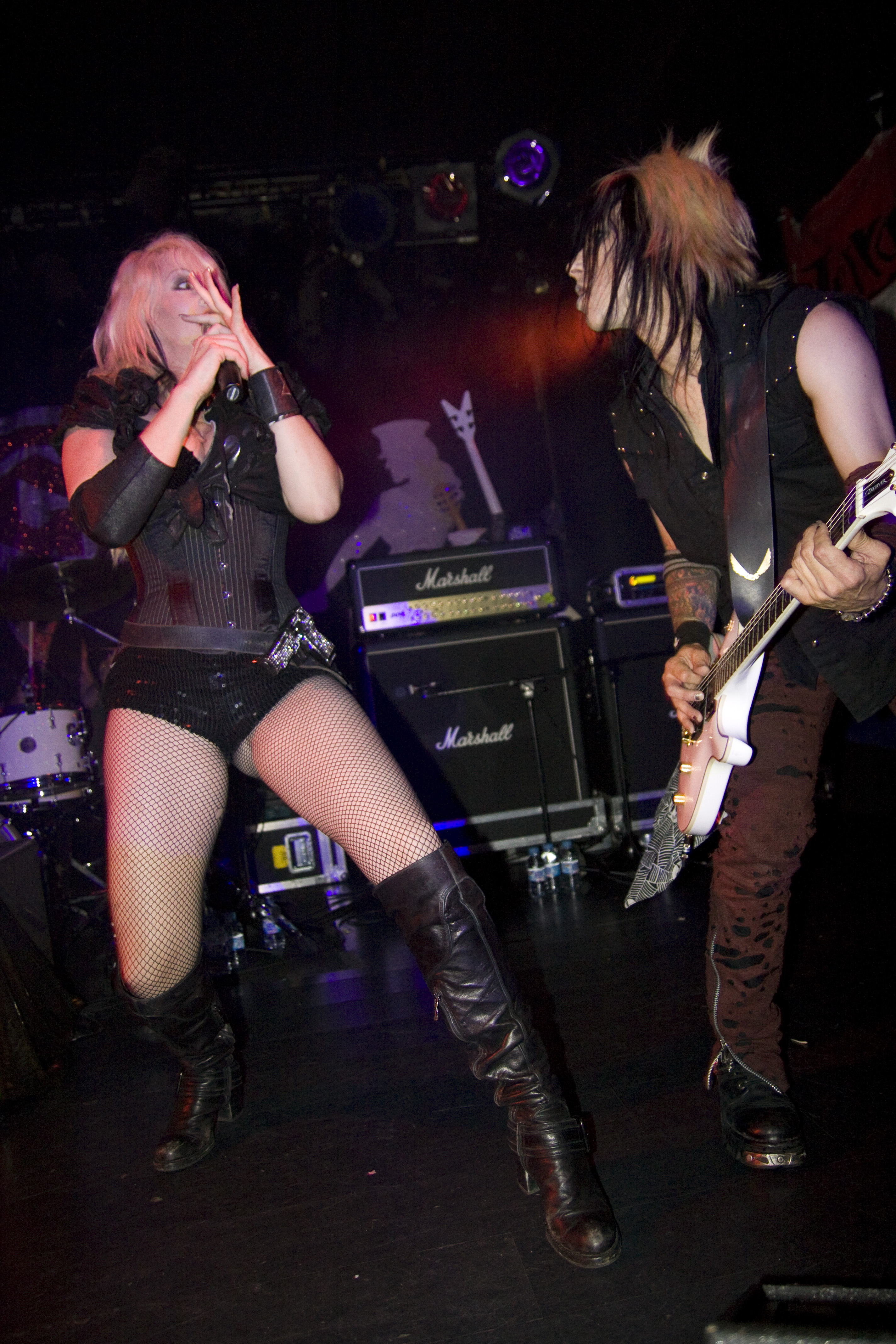
David Vincent's vrouw Gen live met Genitorturers

Vanaf het moment dat Vincent zich in 1995 bij the Genitorturers voegt, neemt hij het pseudoniem Evil D. aan. Hij is in deze band bassist en hij helpt de gitaristen met het arrangeren van de geschreven gitaarpartijen. Hij zou tot 2010 bij de band blijven. Hij maakte vast onderdeel uit van de live presentatie, inclusief sadomasochistische optredens tijdens de muziek. Sinds zijn vertrek is hij wel actief gebleven als adviseur en producer van de band. In de tussenliggende periode heeft hij ook bijdragen geleverd aan andere bands als producer en gastmuzikant.

## Terugkeer bij Morbid Angel

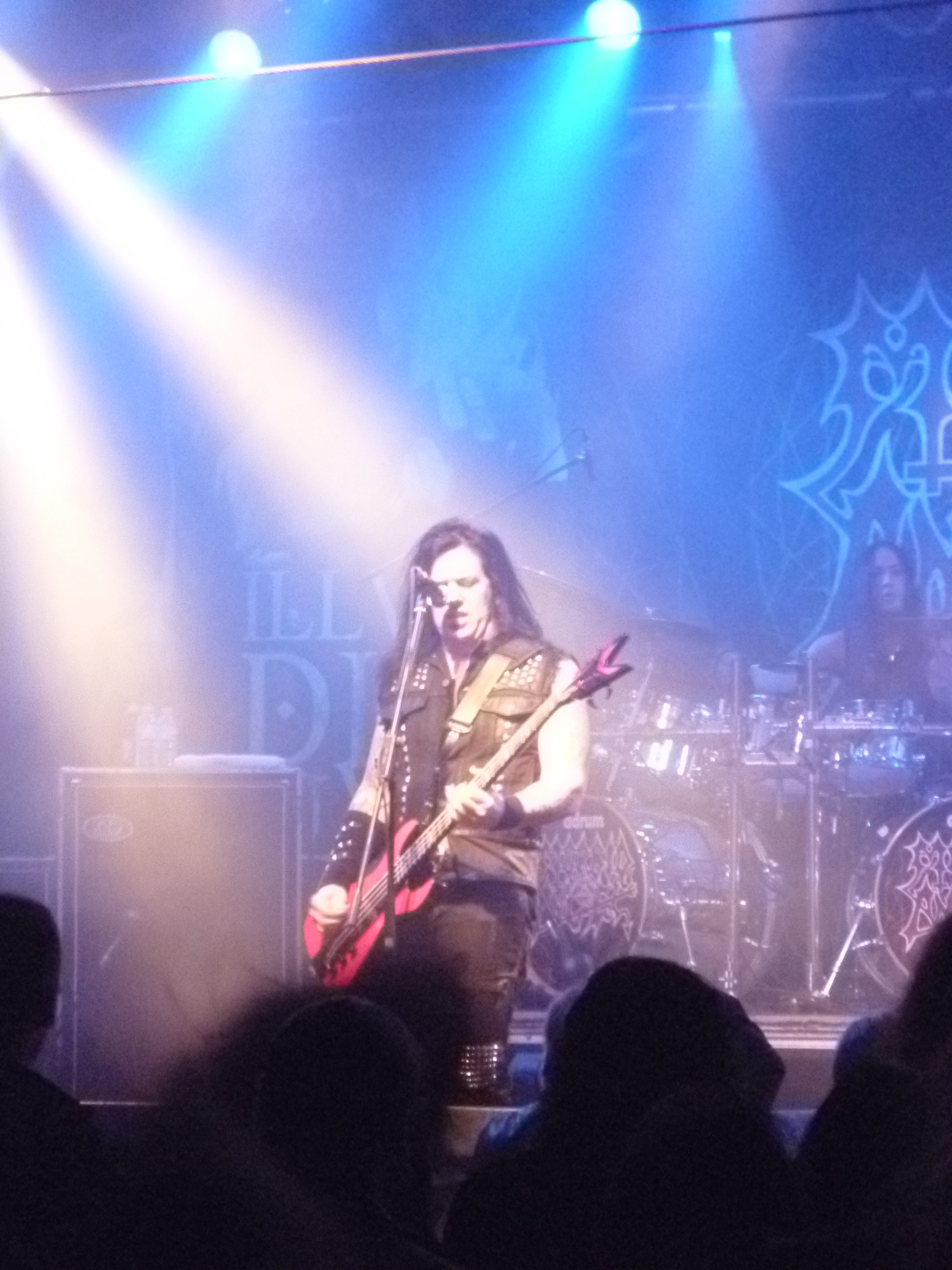
David Vincent live met Morbid Angel in Saarbrücken in 2011

De terugkeer van David Vincent in 2004 bij Morbid Angel werd met veel media-aandacht ontvangen. In korte tijd speelt de band met Vincent als frontman weer op alle grote heavy-metalfestivals ter wereld. Als echter in 2011 het album Illud Divinum Insanus (vrij vertaald: 'deze krankzinnige goden') verschijnt, zijn de reacties zeer wisselend. Morbid Angel heeft naast enkele traditionele deathmetal nummers ook beduidend meer invloeden uit extreme dance door laten komen. Er wordt op het album geen gebruik gemaakt van drumcomputers, maar van geluidseffecten op het drumstel. De tegenvallende verkoopcijfers worden hier echter niet aan geweten, aangezien dalende verkoopcijfers een algemene trend zijn. David Vincent zei hierover:
"It's pretty interesting, looking back over a year later now, and a number of people said, 'You know, I've listened to it a little more,' and because it wasn't what they absolutely expected… Which is another very good reason to do something, to keep the artistic integrity as pure as possible. But MORBID ANGEL has always been a band that been all-encompassing. And when people, sort of, think that they know what we should sound like… I don't think anybody knows what we should sound like more than we do. It's not like it's that big a departure, because on the 'Covenant' record, we did some collaborations with the Slovenian band LAIBACH for that record. So it's not like it's a big change for us to work with some electronic artists and to do some interesting things, in and amongst everything else that we do. So I'm pleased that people have come around to it. We've had interesting comments, really, throughout our career, with each record. After putting out 'Altars Of Madness', then when we went to 'Blessed Are The Sick', people were, like, 'Oh, wow, this is different.' Well, of course it is. And then 'Covenant' was different from that. So these are things that we expect and we continue to do what we do. A lot of people are grateful that we've done what we've done throughout the years".

## Privé
- David Vincent is getrouwd met Genitorturers zangeres Gen. Vincent heeft in meerdere Morbid Angel-nummers, waaronder The Pain Divine van het album The Covenant (1993), gerefereerd aan sadomasochistische seksualiteit.
- David Vincent is een actief lid van Satanskerk en heeft als woordvoerder hiervoor naar buiten mogen treden.[5]
- David Vincent handelt in vastgoed.[6]
- David Vincent bewoont- en bestiert een boerderij in Texas.
- David Vincent is een fan van Rotterdam Gabber House, waaronder het niet-commerciële werk van DJ Paul Elstak[7]

## Discografie

### Met Morbid Angel
| Jaar | Titel                 | Soort | Credits                                                              |
| ---- | --------------------- | ----- | -------------------------------------------------------------------- |
| 1988 | Altars Of Madness     | Album | zang, basgitaar, tekstschrijver, componist                           |
| 1991 | Blessed Are The Sick  | Album | zang, basgitaar, tekstschrijver componist op 1-4, 6-8, 10, 12, 13    |
| 1993 | Covenant              | Album | zang, basgitaar, tekstschrijver componist op 1-6, 8, 10              |
| 1995 | Domination            | Album | zang, basgitaar, tekstschrijver componist op 1-3, 5-8, 10, 11        |
| 2011 | Illud Divinum Insanus | Album | zang, basgitaar, tekstschrijver, keyboards componist op 1-3, 5, 7-11 |

### Met Genitorturers
| Jaar | Titel                 | Soort | Functie |
| ---- | --------------------- | ----- | ------- |
| 1998 | Sin City              | Album | Bassist |
| 2002 | Flesh Is The Law      | Album | Bassist |
| 2009 | Blackheart Revolution | Album | Bassist |

### Met Terrorizer
| Jaar | Titel             | Soort | Functie           |
| ---- | ----------------- | ----- | ----------------- |
| 1989 | World Downfall    | Album | Bassist, producer |
| 2012 | Hordes Of Zombies | Album | Bassist,          |

### Overige bijdragen
| Jaar | Band         | Titel                    | Bijdrage                                                            |
| ---- | ------------ | ------------------------ | ------------------------------------------------------------------- |
| 1998 | Acheron      | Those Who Have Risen     | Zang                                                                |
| 2004 | Karl Sanders | Saurian Meditation       | Narration "The Forbidden Path Across the Chasm of Self Realization" |
| 2008 | Soulfly      | Conquer                  | Zang "Blood Fire War Hate"                                          |
| 2009 | Soulfly      | Blood Fire War Hate (EP) | Zang "Blood Fire War Hate"                                          |
| 2013 | Chaostar     | Medea                    | Zang                                                                |
| 2014 | Thomsen      | Unbroken                 |                                                                     |